# Референдум в Лихтенштейне (1949)
Референдум в Лихтенштейне по Коммерческому кодексу проходил 12 июня 1949 года. Акт был одобрен Ландтагом, но отклонён на референдуме 78,4 % голосов.

## Контекст
Это был факультативный референдум гражданского происхождения. Ландтаг 28 декабря 1948 года принял поправку к Коммерческому кодексу. Однако, противники законопроекта считали, что поправка к Коммерческому кодексу от 10 апреля 1910 года и 13 декабря 1915 года, вводящая обязательный экзамен на получение степени магистра и свидетельства о квалификации в коммерческом секторе, представляет собой ограничение свободы торговли. После сбора необходимого количества зарегистрированных подписей законопроект был вынесен на референдум в соответствии со Статьёй № 66 Конституции о референдумах.

## Результаты
| Выбор                               | Голоса | %    |
| ----------------------------------- | ------ | ---- |
| За                                  | 529    | 21,6 |
| Против                              | 1 918  | 78,4 |
| Недействительных/пустых бюллетеней  | 141    | –    |
| Всего                               | 2 588  | 100  |
| Зарегистрированных избирателей/Явка | 3 322  | 77,9 |
| Источник: Démocratie Directe        |        |      |